# Пйотркосиці
Пйотркосиці (пол. Piotrkosice) — село в Польщі, у гміні Мілич Мілицького повіту Нижньосілезького воєводства.
Населення — 321 особа (2011).
У 1975-1998 роках село належало до Вроцлавського воєводства.

## Демографія
Демографічна структура станом на 31 березня 2011 року:
|          | Загалом | Допрацездатний вік | Працездатний вік | Постпрацездатний вік |
| -------- | ------- | ------------------ | ---------------- | -------------------- |
| Чоловіки | 158     | 28                 | 119              | 11                   |
| Жінки    | 163     | 38                 | 98               | 27                   |
| Разом    | 321     | 66                 | 217              | 38                   |